# 渔村小雪图
《渔村小雪图》为北宋画家、驸马王诜（1048—1104）的山水画代表作之一，绢本设色，纵44.5厘米，横219.5厘米，现藏于北京故宫博物院。 
《渔村小雪图》描绘冬日雪后初晴的渔村山林景色，烟江云山、寒林幽谷中，忙碌的撒网渔民，与泊舟浅酌的文人雅士形成动静对比，体现画家对山林田园隐逸生活的向往。构图采用深远法，又以白粉和金粉，表现雪后初晴阳光照耀的耀眼。 
《渔村小雪图》在北宋由宣和内府收藏，著录于北宋《宣和画谱》，有宋徽宗的瘦金体题名“王诜渔村小雪”和内府藏印，画尾有“内府所藏王诜四卷中此为第一”。此画在明末流落民间，曾由王翚、年羹尧收藏，后没入内务府，乾隆题诗：“已觉冷风拂面浦，又如湿气生银田”。1924年溥仪离宫时携带此画。满洲国覆亡后该画流落长春。1950年，惠孝同购得此画，评价“刻画严谨，笔墨精练，气象浑成，韵致深远”，又捐赠给北京故宫博物院。 
2012年6月11日，《渔村小雪图》列入国家文物局发布的《第二批禁止出国（境）展览文物目录（书画类）》。

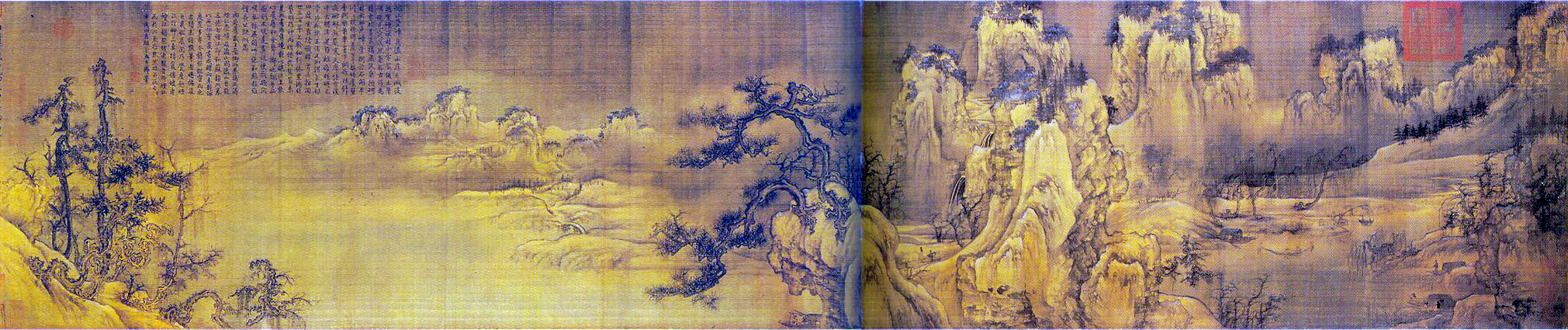
渔村小雪图